# Kevin D'Anzico
Kevin D'Anzico, né le 14 août 2000, est un footballeur international luxembourgeois qui évolue au poste de défenseur central au FC Differdange 03.

## Biographie

### En club

#### UN Käerjéng 97 (2016-2019)
Kévin signe son premier contrat en 2016 avec son club formateur, l'UN Käerjéng 97, alors en BGL Ligue.
Son premier match en professionnel intervient lors du 2e tour de la Coupe du Luxembourg face au Red Boys Aspelt (victoire quatre buts à zéro).

#### FC Differdange 03 (depuis 2019)
En 2019, le joueur s'engage avec le FC Differdange 03, en BGL Ligue.
Il dispute son premier match avec le club lors de la 11e journée du championnat face au F91 Dudelange, en étant titulaire. C'est à partir de la saison 2021-2022 qu'il devient rapidement titulaire au sein de la défense du club luxembourgeois, participant à un total de 31 matchs cette saison-là,.
En 2023, il remporte le premier trophée de sa carrière en remportant la Coupe du Luxembourg face au FC Marisca Mersch sur le score de quatre buts à deux. La saison suivante, le joueur remporte le championnat de BGL Ligue avec Differdange.

### En sélection
Après des passages avec les moins de 18 ans, 19 ans ou encore espoirs, il découvre la sélection du Luxembourg en août 2024.
Son premier match avec le Luxembourg intervient à 24 ans, face à la Bulgarie, où il rentre à la 61e minute de jeu.

## Palmarès
| FC Differdange 03 (4) :                                                                                               |
| --- |
| - BGL Ligue (2) - Champion : 2024 et 2025 - Vice-champion : 2022 - Coupe du Luxembourg (2) - Vainqueur : 2023 et 2025 |